# 阿赫塔尔·曼苏尔
阿赫塔尔·穆罕默德·曼苏尔（普什圖語：‎，1968年—2016年5月21日），塔利班第二任最高领导人。原为前任最高领导人穆罕默德·奥马尔的副手。奥马尔于2013年病死後，塔利班对外仍宣称其健在，此时曼苏尔以其名义发布命令。2015年7月30日，奥马尔死讯公开之后，由他正式继任塔利班最高领导人职位。後死于美军无人机袭击。

## 生平
曼苏尔大约在1960年代出生在阿富汗南部坎大哈省迈万德区。1994年至1995年期间，他是阿富汗靠近巴基斯坦白沙瓦边境的Jalozai难民营中的一个著名的伊斯兰学校学生。他很早就加入塔利班武装以对抗当地混战的军阀，并从自己的部族中为塔利班取得了武器和资金。在塔利班掌权期间，他于1996年至2001年担任阿富汗的民航部长，其本人管理着坎大哈国际机场，并负责阿富汗全国的机场。
1997年，塔利班政权首次试图夺取北部城市马扎里沙里夫，曼苏尔在战争中被乌兹别克族的一位军阀俘虏达两个月之久。
曼苏尔于2010年被塔利班任命为奥马尔的代理人。伊拉克极端组织“伊斯兰国”向阿富汗境内渗透，对此他十分不满，写信给阿布·贝克尔·巴格达迪表示抗议，要求巴格达迪服从塔利班的管理。2015年7月30日，塔利班宣布奥马尔逝世之后，曼苏尔被推举为新任领袖。8月1日，他以新任塔利班领导人的身份发表第一次公开讲话。但有部分塔利班的武装不承认他的领袖地位。一些评论人士认为，曼苏尔的继任将会使塔利班陷入分裂之中。
2015年12月2日，阿富汗喀布爾官員表示，曼蘇爾在邻近巴基斯坦城市奎達的好戰分子指揮官會議上，與人爆發口角紛爭，被内部人開槍射傷，另有5名塔利班高級成员在内鬥中被射殺。3日，阿富汗官方聲稱曼蘇爾已死，但塔利班对此予以否认。2016年5月21日，美國方面表示曼蘇爾可能已在當日一次美軍無人機行動中被炸死，22日阿富汗官員表示曼蘇爾已死，不過塔利班方面否認曼蘇爾的死訊。25日塔利班才承認曼蘇爾的死訊。